# Traganek

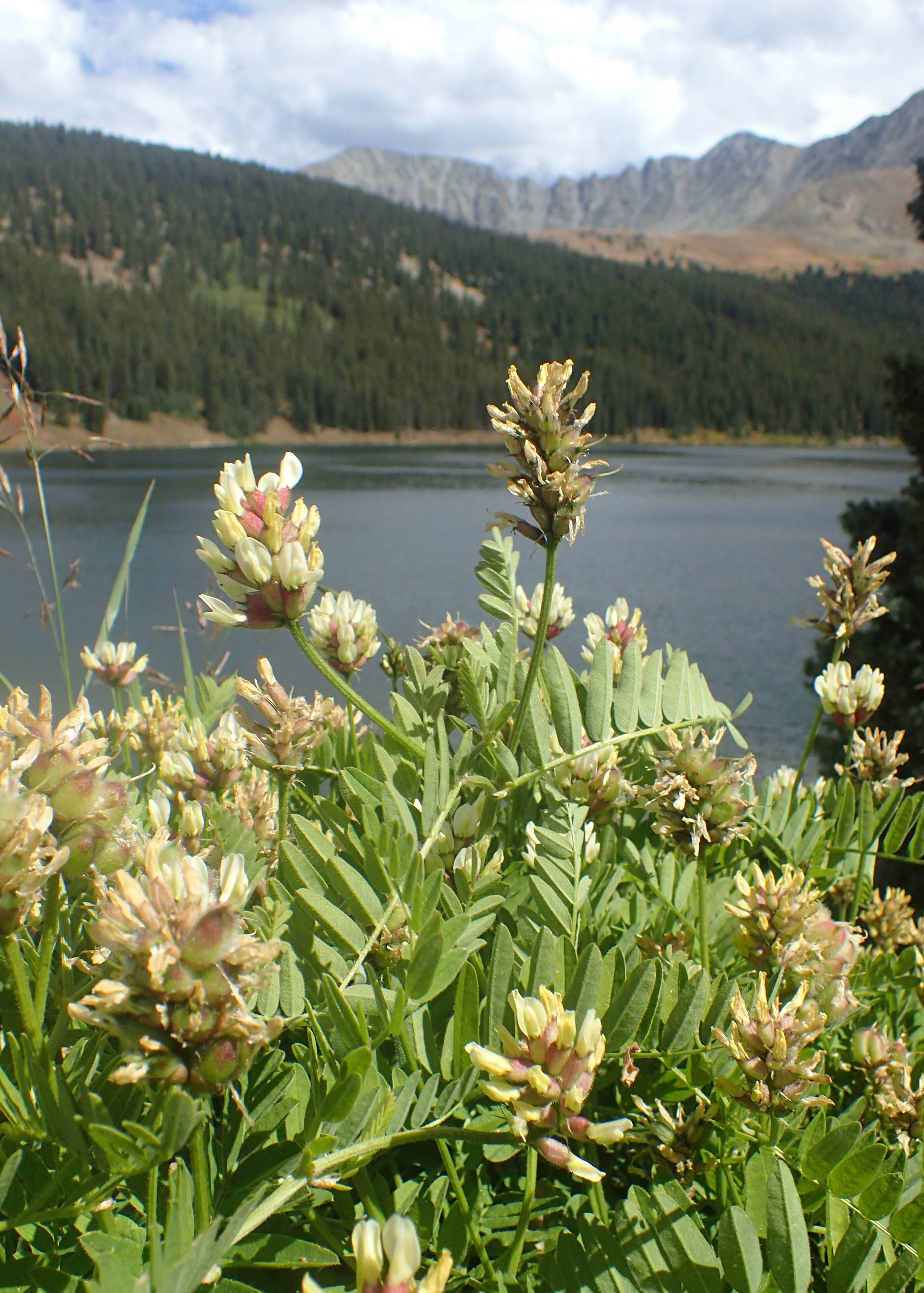
Traganek pęcherzykowaty

Traganek (Astragalus L.) – rodzaj roślin należący do rodziny bobowatych (motylkowatych). Obejmuje ok. 2500 gatunków głównie bylin i krzewów, występujących w Europie, Azji, Afryce i Ameryce. Rośliny z tego rodzaju cechują się pierzastymi liśćmi i barwnymi kwiatami. Na terenie Polski występuje ok. 10 gatunków, z których najczęściej spotykany jest traganek szerokolistny, wykorzystywany do parzenia herbat ziołowych. Niektóre gatunki z Azji zachodniej (sekcja Tragantha) dostarczają tragakanty – żywicy stosowanej w kosmetyce i przemyśle spożywczym. Część gatunków jest trująca ze względu na akumulowanie selenu. Gatunki z tego rodzaju występują na terenach trawiastych, na stepach i preriach, w zaroślach, w suchych i widnych lasach, na terenach skalistych w górach.

## Rozmieszczenie geograficzne
Rodzaj bardzo zróżnicowany i odgrywający istotną rolę w składzie flor wielu obszarów na półkuli północnej. Występuje na wszystkich kontynentach tej półkuli, poza tym także w Ameryce Południowej. Największe zróżnicowanie osiąga w centralnej i zachodniej Azji. W Turcji rośnie 370 gatunków, w całej Europie – 133 (w tym w Polsce 10 gatunków), w Chinach jest ich ponad 400, w Kazachstanie – ponad 300. Na obu kontynentach amerykańskich występuje w sumie około 500 gatunków, z czego np. w Arizonie – 72 (najbardziej zróżnicowany rodzaj w tym stanie), a w Chile także ok. 70.
Gatunki flory Polski
- traganek duński (Astragalus danicus Retz.)
- traganek długokwiatowy (Astragalus onobrychis L.)
- traganek jasny (Astragalus australis (L.) Lam.)
- traganek piaskowy (Astragalus arenarius L.)
- traganek pęcherzykowaty (Astragalus cicer L.)
- traganek szerokolistny (Astragalus glycyphyllos L.)
- traganek wytrzymały (Astragalus frigidus (L.) A. Gray)
- traganek zwisłokwiatowy (Astragalus penduliflorus Lam.)
- traganek beocki (Astragalus boëticus L.) – efemerofit

## Morfologia
PokrójKrzewy i byliny (także rozetowe), rzadziej rośliny jednoroczne i półkrzewy, zwykle o wysokości nieprzekraczającej 1 m. U wielu gatunków cierniste, nagie lub owłosione. Włoski pojedyncze, rozwidlone symetrycznie lub asymetrycznie.
LiścieNieparzysto lub parzysto pierzaste, z parami listków naprzeciwległych, czasem zakończone cierniem. Liście osadzone skrętolegle lub rzadko w okółkach. Przylistki są zielone lub błoniaste, wolne lub zrośnięte z ogonkiem, nierzadko pochwiasto obrastające łodygę.
KwiatyMotylkowe, zebrane w ciasne lub luźne grona siedzące lub osadzone na długich szypułach. Kielich zrosłodziałkowy, krótko lub długo cylindryczny, powstający z 5 działek równych lub różnych długością. Płatki korony nierówne i zróżnicowane. Górny płatek tworzy żagielek, ma brzegi odgięte do tyłu. Dwa boczne płatki tworzą zaokrąglone skrzydełka otulające dolny płatek tworzący łódeczkę skrywającą pręciki i słupek. Dziewięć pręcików jest zrośniętych w rurkę, pojedynczy, najwyższy jest wolny. Słupek pojedynczy z zalążnią górną.
OwoceStrąki o bardzo zmiennym kształcie. Ściany błoniaste, skórzaste lub twarde i wówczas owoc przypomina orzech. Nasiona nerkowate.

## Systematyka
Pozycja według APweb (aktualizowany system APG IV z 2016)
Jeden z rodzajów podrodziny bobowatych właściwych Faboideae w rzędzie bobowatych Fabaceae s.l. W obrębie podrodziny należy do plemienia Galegeae, podplemienia Astragalinae.
Wykaz gatunków
Według The Plant List w obrębie tego rodzaju rozróżniono 2455 gatunków, natomiast kolejnych 1549 taksonów ma status gatunków niepewnych.